# Phyllocladus costatus
Phyllocladus costatus is een keversoort uit de familie vuurkevers (Pyrochroidae). De wetenschappelijke naam van de soort is voor het eerst geldig gepubliceerd in 1914 door Pic.